# Gorje, Kotmara vas
Gorje (nemško Göriach) je naselje v Občini Kotmara vas v Okraju Celovec-dežela na Koroškem v Avstriji.